# 28
Glej tudi: število 28
28 (XXVIII) je bilo prestopno leto, ki se je po julijanskem koledarju začelo na četrtek.

## Dogodki
- 1. januar

## Smrti
- Onjo Baekjenski.